# Maglice
Maglice su naseljeno mjesto u općini Prozor-Rama, Federacija Bosne i Hercegovine, BiH.

## Stanovništvo

### 1991.
Nacionalni sastav stanovništva 1991. godine, bio je sljedeći:
ukupno: 80
- Hrvati - 80

### 2013.
Nacionalni sastav stanovništva 2013. godine, bio je sljedeći:
ukupno: 17
- Hrvati - 17